# Plectris suturalis
Plectris suturalis är en skalbaggsart som beskrevs av Hermann Burmeister 1855. Plectris suturalis ingår i släktet Plectris och familjen Melolonthidae. Inga underarter finns listade i Catalogue of Life.